# Juan Francisco Sánchez y Seixas
Juan Francisco Sánchez y Seixas (1757-1821). Militar español, general en Jefe del Ejército Real de Chile durante la guerra de independencia de ese país, entre los años 1813 a 1814 y de 1818 hasta su derrota y disolución en 1820. 

## Carrera militar
Nacido en Betanzos, Galicia, entró a servir como soldado en el Regimiento de Galicia en marzo de 1773. Durante los siguientes diez años asciende a sargento y luego a subteniente. Sirve en la Guerra del Rosellón en el frente de Guipúzcoa, siendo trasladado como capitán de infantería al batallón apostado en Concepción. Durante los turbulentos primeros años de la revolución se negó a sumarse a las filas juntistas y fue destinado a Santa Bárbara, donde permaneció hasta que el brigadier Antonio Pareja lo convirtió en segundo jefe de su batallón.
Estando enfermo en Chillán, el brigadier se negó a reposar y montó su caballo bajo la lluvia en un acto de nombramiento de Sánchez como teniente coronel y sucesor en el mando de la gobernación ante la tropa. En el mismo evento le entregó simbólicamente el estandarte real al coronel. Pareja expiraba el 21 de mayo de 1813. Sánchez tenía pocos conocimientos militares y era fuertemente influenciado por el fraile franciscano Juan de Almirall, antiguo secretario de su predecesor y futuro capellán de ejército. Sin embargo, rápidamente se demostró que su inexperiencia era demasiado perjudicial para su propia causa, sufriendo varias derrotas. Durante su mandato realista libró la batalla del Roble, en 1813, al margen del río Itata, donde Bernardo O'Higgins logró rechazar el ataque por sorpresa del destacamento español gracias a la intervención de la caballería de Ramón Freire. La resistencia realista consiguió perpetuarse gracias al «General Invierno 1813», es decir, el clima invernal que perjudicó a las tropas revolucionarias. Finalmente, Sánchez es sucedido por el brigadier Gabino Gaínza, llegado a Chile el 31 de enero de 1814.
Continuó al servicio de las armas monárquicas, destacando en la batalla de Chacabuco. Tras la derrota de Maipú y la retirada de Mariano Osorio al Callao, le fue conferido nuevamente el mando de la  provincia de Concepción, a la espera de nuevos refuerzos provenientes de la península. Sin embargo, el avance del enemigo durante el verano de 1819 en la Segunda campaña al sur de Chile y la derrota en la Batalla del Biobío, le obligó a retirarse con el resto de sus fuerzas hacia territorio indígena, desde donde prosiguió hasta las fortificaciones de Valdivia. En noviembre de 1819, embarcó en el bergantín Aranzazu para el Perú tras ser requerido por el virrey del Perú para explicar la pérdida de Concepción. Pocos meses después la plaza fuerte de Valdivia, reducto realista en el sur de Chile, caería también en poder de los patriotas el 4 de febrero de 1820. Ascendido a brigadier, paso a servir en la guarnición del Callao; en 1821 antes que capitular ante San Martín, prefirió abandonar las sitiadas fortalezas del puerto con el ejército de Canterac que se retiraba a la sierra, falleciendo durante la penosa marcha, a la avanzada edad de 64 años.

| Predecesor: Antonio Pareja | General en Jefe del Ejército español de Chile 21 de mayo de 1813-31 de enero de 1814 | Sucesor: Gabino Gaínza |
| Predecesor: Mariano Osorio | General en Jefe del Ejército español de Chile 8 de septiembre de 1818-noviembre 1819 | Sucesor: ninguno       |